# Вирсдорф (Айфель)
Вирсдорф (нем. Wiersdorf) — община в Германии, в земле Рейнланд-Пфальц.
Входит в состав района Айфель-Битбург-Прюм. Подчиняется управлению Битбург-Ланд. Население составляет 247 человек (на 31 декабря 2010 года). Занимает площадь 4,06 км².